# 1974년 아시안 게임
제7회 아시안 게임은 아시아 경기 연맹(AGF) 주관 아래, 이란 테헤란에서 1974년 9월 1일부터 9월 16일까지 열렸다. 중동 국가에서 아시안 게임이 열린 것은 이 대회가 처음이었다. 당시까지 가장 많은 수인 아시아 25개국이 참가하였으며, 참가 선수는 3010명이다.

## 유치 신청 도시
1968년 1월 11일부터 1월 12일까지 태국 방콕에서 열린 아시아 경기 연맹(AGF) 총회에서 이란 테헤란이 쿠웨이트 쿠웨이트시티, 이스라엘 텔아비브를 누르고 1974년 아시안 게임 개최 도시로 선정되었다.
| 1974년 아시안 게임 개최지 투표 결과 | 1974년 아시안 게임 개최지 투표 결과 | 1974년 아시안 게임 개최지 투표 결과 | 1974년 아시안 게임 개최지 투표 결과 |
| 나라                                | 도시                                | 1차 득표                            | 2차 득표                            |
| ----------------------------------- | ----------------------------------- | ----------------------------------- | ----------------------------------- |
| 이란                                | 테헤란                              | 19                                  | 25                                  |
| 쿠웨이트                            | 쿠웨이트시티                        | 12                                  | 9                                   |
| 이스라엘                            | 텔아비브                            | 2                                   | -                                   |

## 종목
- 육상
- 수영
- 사격
- 사이클
- 역도
- 체조
- 레슬링
- 복싱
- 탁구
- 농구
- 배구
- 축구
- 테니스
- 배드민턴
- 펜싱
- 필드하키

## 참가국
총 25개국이 참가했다. 라오스, 몽골, 바레인, 이라크, 조선민주주의인민공화국, 중화인민공화국(중국), 쿠웨이트가 처음으로 아시안 게임에 참가하였다. 아시아 경기 연맹(AGF)은 1973년 11월 16일에 개최된 총회에서 회원국 투표를 통해 중화인민공화국을 회원국으로 받아들이고 대만(중화민국)을 축출하는 안건을 찬성 38표, 반대 13표, 기권 5표로 통과시켰다. 이를 계기로 대만은 1974년 아시안 게임부터 1986년 아시안 게임까지 불참했다. 사우디아라비아는 선수단 없이 임원만 파견하였다.
- 아프가니스탄
- 바레인
- 버마
- 중국
- 홍콩
- 인도
- 인도네시아
- 이란 (개최국)
- 이라크
- 이스라엘
- 일본
- 크메르 공화국
- 쿠웨이트
- 라오스
- 말레이시아
- 몽골
- 네팔
- 조선민주주의인민공화국
- 파키스탄
- 필리핀
- 싱가포르
- 대한민국
- 베트남 공화국
- 스리랑카
- 태국

다음 국가는 선수단이 참가하지 않았고, 임원만 파견하였다.
- 사우디아라비아

## 메달 집계
| 순위 | 국가                   | 금메달 | 은메달 | 동메달 | 합계 |
| ---- | ---------------------- | ------ | ------ | ------ | ---- |
| 1    | 일본                   | 75     | 49     | 51     | 175  |
| 2    | 이란                   | 36     | 28     | 17     | 81   |
| 3    | 중국                   | 32     | 46     | 27     | 105  |
| 4    | 대한민국               | 16     | 26     | 15     | 57   |
| 5    | 조선민주주의인민공화국 | 15     | 14     | 17     | 46   |
| 6    | 이스라엘               | 7      | 4      | 8      | 19   |
| 7    | 인도                   | 4      | 12     | 12     | 28   |
| 8    | 태국                   | 4      | 2      | 8      | 14   |
| 9    | 인도네시아             | 3      | 4      | 4      | 11   |
| 10   | 몽골                   | 2      | 5      | 8      | 15   |
| 11   | 파키스탄               | 2      | 0      | 7      | 9    |
| 12   | 스리랑카               | 2      | 0      | 0      | 2    |
| 13   | 싱가포르               | 1      | 3      | 7      | 11   |
| 14   | 버마                   | 0      | 1      | 2      | 3    |
| 15   | 이라크                 | 1      | 0      | 3      | 4    |
| 16   | 필리핀                 | 0      | 2      | 11     | 13   |
| 17   | 말레이시아             | 0      | 1      | 5      | 6    |
| 18   | 쿠웨이트               | 0      | 1      | 0      | 1    |
| 19   | 아프가니스탄           | 0      | 0      | 1      | 1    |
| 합계 | 합계                   | 202    | 199    | 208    | 609  |

## 경기 이모저모
- 펜싱, 체조, 여자 농구 종목이 이 대회에서 처음으로 정식종목으로 채택되었다. 또한 아시안 게임 역사상 최초로 텔레비전 중계가 시작된 대회이기도 하다.
- 중동전쟁에 대한 항의의 뜻으로 이스라엘이 참가하는 테니스, 펜싱, 농구, 축구 경기마다 아랍권 국가들과 이에 동조한 파키스탄, 조선민주주의인민공화국, 중화인민공화국이 보이콧하였다.
- 이스라엘, 남베트남이 마지막으로 참가한 아시안 게임이었다. 남베트남은 1975년 4월 베트남 전쟁에서 북베트남에게 패망하였으며 이스라엘은 정치적 문제, 안전 문제를 이유로 1978년 아시안 게임부터 아시안 게임 대회에서 거부되고 추방되었다.
- 마라톤 종목이 제외되었다. 이는 종목 자체가 마라톤 전투가 고대 페르시아를 그리스가 이긴 것을 기념하는 경기이기 때문에 개최국 이란이 역사적인 감정을 이유로 마라톤 개최를 거부했기 때문에 아시안 게임 사상 유일하게 마라톤이 열리지 않았기 때문이다.
- 역도 경기의 메달이 3배 증가하였다. 역도는 인상·용상·합계의 3가지 세부 종목으로 나뉜다. 세계선수권 대회에서는 3종목의 시상을 따로 하지만, 올림픽이나 아시안 게임 같은 국제종합대회에서는 타 종목과의 형평성 문제로 인상과 용상의 합계로만 시상한다. 하지만, 1974년 테헤란 아시안 게임에서는 국제종합대회로 전무후무하게 역도 한 체급당 3개의 금메달이 걸렸다. 전통적인 역도 강국인 개최국 이란이 종합순위를 끌어올리기 위해 개최국 프리미엄을 적극적으로 반영한 결과였다. 결과적으로 이란은 일본에 이어 2위를 기록하여 역대 최고의 성적을 거두었다.
- 남북한의 종합순위 경쟁이 매우 치열했다. 대한민국은 대회 막판 복싱 종목에서 금메달 5개를 대거 획득하여 조선민주주의인민공화국을 극적으로 추월했다.
- 대한민국에서 역도 선수로 은퇴한지 6년이 지난 신민당의 황호동(黃鎬東) 의원이 메달 한 개라도 보태기 위해 대회 도중 긴급히 파견되어 슈퍼 헤비급 인상에서 은메달을 획득하였다. 아시안 게임에서 의원이 출전하여 메달을 따는 경우가 처음이어서 국내외에서 화제가 되었다.
- 조선민주주의인민공화국의 역도 부문 3관왕인 김중일 선수가 금지 약물인 에페드린의 복용 사실이 밝혀져 선수자격 금지 조치와 금메달을 박탈되었다. 은메달리스트였던 이란의 하우상 카르간네자드(Houshang Kargarnejad) 선수가 금메달 3개를 모두 승계받았다. 조선민주주의인민공화국은 거세게 반발하였으나 받아들여지지 않았다. 이 사건은 아시안게임 사상 최초의 금지 약물 복용으로 인한 메달 박탈 사례였고, 이로 인해 조선민주주의인민공화국은 종합 순위에서 대한민국에 밀려 4위를 기록하였다.
- 대한민국 남자 농구 국가대표팀이 중국을 준결승전에서 물리치며 예선전에서의 패배를 설욕했다. 이 승리는 대한민국 남자 농구 대표팀이 중국을 사상 처음으로 물리친 경기였다.

## 같이 보기
- 1976년 AFC 아시안컵
- 1968년 AFC 아시안컵